# Mistrzostwa Azji Południowo-Wschodniej w Zapasach w 2025
Mistrzostwa Azji Południowo-Wschodniej w 2025 rozegrano w Singapurze, w dniach 10-12 maja.

## Tabela medalowa
Gospodarz zawodów został zaznaczony kolorem.
| Poz. | Państwo         |    |    |    | Łącznie |
| ---- | --------------- | -- | -- | -- | ------- |
| 1    | Wietnam         | 15 | 7  | 2  | 24      |
| 2    | Chińskie Tajpej | 3  | 1  | 2  | 6       |
| 3    | Australia       | 2  | 5  | 5  | 12      |
| 4    | Nowa Zelandia   | 2  | 0  | 0  | 2       |
| 5    | Singapur        | 1  | 5  | 6  | 12      |
| 6    | Kambodża        | 1  | 3  | 4  | 8       |
| 7    | Filipiny        | 0  | 2  | 1  | 3       |
| 8    | Malezja         | 0  | 1  | 2  | 3       |
|      | Łącznie         | 24 | 24 | 22 | 70      |

## Wyniki mężczyzn

### W stylu klasycznym
| Waga  | Złoto:               | Srebro:          | Brąz:           |
| 55 kg | Nguyễn Trọng Nam     | Alexander Cuevas | ----            |
| 63 kg | Nguyễn Đình Huy      | Danial Muhammad  | Ahmad Karim     |
| 67 kg | Mạnh Hùng Bùi        | Joe Callado      | Chin Wee Kon    |
| 77 kg | Vũ Đình Quang        | Aryan Azman      | Zhang Sheng     |
| 82 kg | Nguyễn Thế Hoàng Anh | Baahes Didar     | Sophak Keo      |
| 87 kg | Nguyễn Bá Sơn        | Erion Ramljak    | Nguyễn Văn Thủy |
| 97 kg | Yi Gabriel Yang      | Timothy Loh      | Harrison Rourke |

### W stylu wolnym
| Waga   | Złoto:          | Srebro:             | Brąz:                         |
| 57 kg  | Chu Văn Bình    | Edmund Gaso         | Yong Siang Tang               |
| 61 kg  | Suraj Singh     | Soeun Sophors       | Mohamed Abdullah              |
| 65 kg  | Nguyễn Hữu Định | Aaron Maher         | Mobin Zarei                   |
| 70 kg  | Chen Hong-yu    | David Wang          | Bunna Yon                     |
| 74 kg  | Cấn Tất Dự      | Hong Yeow Lou       | Nguyễn Văn Tú Chheang Chhoeun |
| 79 kg  | Baahes Didar    | Sophak Keo          | Zhang Sheng                   |
| 86 kg  | Tsao Chung Yi   | Weng Luen Gary Chow | Harry Cummins Smith           |
| 92 kg  | Vuthy Heng      | Rottha Heng         | Gerald Fujie Boon             |
| 97 kg  | Thomas Barns    | Trần Việt Trung     | Joel Lee                      |
| 125 kg | Marcus Carney   | Hoàng Văn Nam       | Alvin Bai Ran Leong           |

### W stylu wolnym kobiet
| Waga  | Złoto:              | Srebro:              | Brąz:         |
| 50 kg | Đỗ Ngọc Linh        | Nguyễn Thị Xuân      | Li Xia Wee    |
| 53 kg | Nguyễn Thị Mỹ Linh  | Dương Thị Nga        | Aliah Gavalez |
| 57 kg | Nguyên Thi Mỹ Trạng | Trần Thị Ánh         | Chen Ya Hsin  |
| 59 kg | Liao Pei-ying       | Jade Smith           | ----          |
| 62 kg | Nguyễn Thị Mỹ Hạnh  | Trần Ánh Tuyết       | Li Kai Yi     |
| 72 kg | Tô Thị Ninh         | Jiang Yan-ju         | Kanha Chea    |
| 76 kg | Đặng Thị Linh       | Phạm Thị Huyền Trang | ----          |